# Singoalla (musikalbum)
Singoalla är ett album av Joakim Thåström och Hell, med musiken de skrev till teaterföreställningen Singoalla. Skivan släpptes 1998 i ca 1 000 exemplar, men har sedan på nytt släppts med ett annat omslag 2002. Flera av låtarna har titlar inspirerade av boken Singoalla från 1857 som är skriven av Viktor Rydberg.

## Låtlista
Alla låtarna skrivna av Thåström och Hell.
1. "Det sjunde inseglet" - 5:00
2. "Requiem" - 5:59
3. "Erland" - 7:45
4. "Transdans" - 3:14
5. "Polsk dimma" - 4:28
6. "Untitled" - 1:24
7. "Demoner i 3D" - 3:09
8. "Piano, cello, stön" - 5:16
9. "Folklåten" - 3:16
10. "Bröllop eller dröm" - 4:43
11. "Sorgebarn" - 2:11
12. "Psalm 70" - 3:27